# Tyrannochthonius krakatau
Tyrannochthonius krakatau är en spindeldjursart som beskrevs av Harvey 1988. Tyrannochthonius krakatau ingår i släktet Tyrannochthonius och familjen käkklokrypare. Inga underarter finns listade i Catalogue of Life.